# Berén
Berén es una entidad de población española del municipio de Les Valls d'Aguilar, perteneciente a la provincia de Lérida, en la comunidad autónoma de Cataluña.

## Toponimia
El nombre del lugar puede encontrarse mencionado con las grafías Berent y Berén.

## Historia
A mediados del siglo XIX, el lugar tenía contabilizada una población de 54 habitantes. Aparece descrito en el cuarto volumen del Diccionario geográfico-estadístico-histórico de España y sus posesiones de Ultramar de Pascual Madoz de la siguiente manera:

BERENT: ald. en la prov. de Lérida (18 leg.), part. jud. y dióc. de Seo de Urgel (1 1/2), aud. terr. y c. g. de Cataluña (Barcelona 23): sit. á la der. del r. Segre, en terreno montuoso y poblado de bosques. Tiene 12 casas, y una igl. aneja de la parr. de Noves. Forma parte del l. de La-Guardia: en cuanto á lo municipal y económico (V.). pobl.: 12 vec., 54 almas.
(Madoz, 1846, p. 243)

En 2023 la entidad singular de población, perteneciente al municipio de Les Valls d'Aguilar, tenía empadronados 6 habitantes.